# Больная любовь
«Больная любовь» (рум. Legături bolnăvicioase, букв. «Больные отношения») — румынская мелодрама 2006 года режиссёра Тудора Джурджу по одноимённому роману Чечилии Штефэнеску.

## Сюжет
Алекс переезжает из общежития на съёмную квартиру. Её соседкой по дому оказывается Кики, с которой они вместе учатся в Бухарестском университете. Их отношения быстро развиваются от дружбы до трогательной заботы и нежности. Почти всё время они проводят вместе. Единственное, чем озабочена Кики, — это отношениями со своим братом Санду, с которым её связывает не только родство, но и запретная любовь. Кики хочет порвать с Санду, а тот хочет уехать в Испанию со своей начальницей, и Кики разрывается между ревностью и ненавистью. Отношения же с Алекс остаются беззаботными и лёгкими.
В каникулы Алекс предлагает поехать в деревню к её родителям. Кики поначалу не хочет, но соглашается. Перед поездкой она признаётся Санду в любви и оставляет ему адрес, куда она едет.
В деревне между Алекс и Кики продолжаются романтические отношения. Но тут приезжает Санду. Он хочет увезти Кики обратно в город. Та сопротивляется, разрываясь между ним и Алекс. Взбешенный переменчивостью Кики, Санду открыто заявляет о своей связи с ней, а также обвиняет Алекс в присутствии её родителей в лесбийской связи с сестрой. Разгневанный отец Алекс прогоняет его прочь.
Кики вынуждена ехать, а Алекс приходится пережить трудный разговор с родителями. По возвращении в город, Алекс пытается встретиться с Кики, но не находит её. Через какое-то время Кики сама приходит к Алекс, надеясь на возобновление отношений. Но неожиданно Алекс говорит, что между ними всё кончено. Кики умоляет поверить ей, говорит о своей любви, но подруга больше не в силах ей верить. Несмотря на боль, она непреклонна. Кики вынуждена уйти.

## Актёрский состав
| В ролях         |  | Персонаж |
| --------------- |  | -------- |
| Мария Пописташу |  | Кики     |
| Иоана Барбу     |  | Алекс    |
| Тудор Кирилэ    |  | Санду    |
| Мирча Дьякону   |  | Драгнэ   |